# Sargantana ibèrica
La sargantana ibèrica (Podarcis hispanicus) és un sauròpsid (rèptil) escatós de la família dels lacèrtids que es pot trobar a molts indrets dels Països Catalans. Es distribueix per tota la península Ibèrica (excepte àrees d'alta muntanya i el nord-oest de Galícia), pel nord d'Àfrica i pel sud-est de França, on segueix el curs del Roine fins a Lió. Algunes poblacions habiten en illots propers a les costes ibèriques (com per exemple les Illes Columbretes, on hi ha la subespècie endèmica Podarcis hispanica atrata, amenaçada) on són més sensibles a l'activitat humana. L'espècie també és coneguda com la sargantana comuna i la sargantana hispànica.

## Descripció
És un lacèrtid gràcil que ateny uns 6,5 cm des del musell fins a la cloaca, bé que, amb la cua i tot, pot apropar-se a 17 cm.
El seu cos és esvelt i presenta formes allargassades que, de vegades, esdevenen força comprimides. El cap, que és relativament petit, acaba amb un morro bastant punxegut. El dors és grisenc o brunenc, amb taques més fosques, l'esquema de les quals, però, és molt variable, si bé predominen els exemplars ratllats o puntejats. El ventre, per la seua part, és de tons blanquinosos, que, en els mascles en zel, solen esdevenir rogencs o ataronjats, alhora que hom pot observar punts blaus en els flancs.
El dimorfisme sexual no és gaire patent a primer cop d'ull; això no obstant, els mascles adquireixen majors proporcions i presenten formes menys estilitzades que no pas les femelles, alhora que el cap és més gros i robust. Pel que fa a la coloració, aquesta és més viva i contrastada en els mascles, sobretot durant el període reproductiu. El rang de mides més comú entre els mascles varia entre 4,2 i 5,9 centímetres de la punta del morro a la cloaca, encara que alguns individus poden assolir els 6,5 cm. Les femelles, més petites i gràcils, mesuren de 4,1 a 5,7 cm. La cua pot arribar a assolir fins a 10 centímetres, pràcticament el doble que la resta del cos. Igual que en altres rèptils emparentats, part d'aquesta es desprèn i mou frenèticament quan és atrapada per un depredador, permetent escapar a la sargantana. La cua, però, torna a regenerar-se i pot bifurcar-se i, fins i tot, en casos excepcionals, trifurcar-se. A part de la grandària i la corpulència, els mascles es diferencien de les femelles pel seu cap massís, triangular i d'escates més marcades, així com en la major longitud de les potes, sobretot les del darrere.

## Hàbitat
La sargantana ibèrica és freqüent en camps, murs enderrocats, parets d'edificis, marges de carreteres i, fins i tot, el podrem veure en els arbres. Per altra banda, també sovinteja en llocs propers als estatges humans, on, segons que sembla, les poblacions, pel fet de tenir pocs depredadors, poden ser més nombroses i florents que no pas les que viuen al camp, en terreny descobert. La sargantana hispànica abunda amb major freqüència en terrenys rocosos o pedregosos, on compta de forma simultània amb plataformes on prendre el sol i refugis on amagar-se en cas de perill. En zones rurals habita també en cases i murs de pedra que li proporcionen les mateixes característiques, es troba també en àrees de bosc, prada i matoll, encara que algunes activitats humanes associades a l'agricultura extensiva poden haver fet desaparèixer d'algunes zones. Les sargantanes ibèriques no mostren un autèntic comportament territorial. Els exemplars d'aquesta espècie no hivernen realment, sinó que es mantenen actius la major part de l'any. Només l'existència d'episodis realment freds a l'hivern poden forçar-los a no abandonar els seus refugis durant un temps. Per aquesta raó, l'espècie està absent a les àrees més fredes de la península Ibèrica com el nord-oest d'Astúries i Galícia, així com a les àrees de muntanya per sobre dels 1650 msnm.
En algunes àrees dels Països Catalans és reemplaçada per la sargantana roquera (Podarcis muralis), bé que, es donen nombroses zones de contacte entre ambdues espècies.

## Alimentació
Es nodreixen principalment de petits artròpodes, entre els quals destaquen els aràcnids, petits coleòpters i larves de lepidòpters. Depreda sobretot insectes i aràcnids de menys de 25 mm de longitud, tant a terra com a sobre dels arbres. Al seu torn, és presa de múltiples depredadors entre els quals s'inclouen el fardatxo o llangardaix ocel·lat, diverses serps, aus i mamífers carnívors com la mostela, el gat salvatge i el gat domèstic (assilvestrat o no).

## Reproducció
L'època de zel es produeix entre març i juny, època en què resulten més visibles. Els mascles es tornen més actius i es barallen entre si, tractant de mantenir allunyats als seus competidors de les femelles. Després d'assegurar del seu triomf, el vencedor protagonitza unes còpules que poden arribar a durar una hora, encara que generalment són més breus.
Al llarg d'aquests mesos, les femelles realitzen diverses postes que oscil·len entre 1 i 5 ous, que s'incuben amb la calor de l'ambient entre 40 i 80 dies. Són allargassats i de color blanc, el diàmetre màxim dels quals fa uns 12 mm. Al cap d'uns dos mesos, aproximadament, les petites sargantanes trenquen la closca de l'ou, del qual surten perfectament formades i semblants als adults. Pot haver-hi encara una o dues postes més. Les cries neixen amb el cos marró i la cua verda-blavosa, pel que es poden confondre amb les del seu parent, la sargantana gallega (Podarcis bocagei), d'aspecte molt similar. La maduresa sexual no arriba fins al segon any de vida, quan ronden els 4,5 centímetres.

## Taxonomia en revisió
Donada la gran variabilitat morfològica i de color de l'espècie, no és d'estranyar que en els últims temps s'hagi tendit a qüestionar la seva naturalesa monotípica. Per aquesta raó, en l'actualitat s'estan portant a terme diversos projectes que pretenen fer un mostreig i un estudi a gran escala de la morfologia i el material genètic de cada població de sargantana ibèrica.
El primers resultats indiquen que el grup no és monofilètic i també massa ampli com per tractar-se d'una sola espècie. El més probable és que s'efectuï una revisió taxonòmica de l'espècie en un futur pròxim.